# Вергунская волость
Вергу́нская во́лость — бывшая административно-территориальная единица Славяносербского уезда Екатеринославской губернии. Волостной центр — село Вергунка. Ныне территория города Луганска.

## Состав
По состоянию на 1886 год состояла из 2 поселений, 2 сельских общин.
- Вергунка (Вергунское, Большая Вергунка, Малая Вергунка) — волостной центр, бывшее государственное село при реке Лугань за 37 вёрст от уездного города, 2 703 человек, 467 дворов, 2 православные церкви, 2 лавки.
- Красный Яр

## Население
По состоянию на 1886 год население — 3 039 человек (1 613 мужского пола и 1426 — женского), 523 дворовых хозяйства.

## Инфраструктура
|                        | Площадь, десятин | В том числе пахотной, дес. |
| ---------------------- | ---------------- | -------------------------- |
| Сельских общин         | 14450            | 6565                       |
| Казенной собственности | 3855             | 1830                       |
| Другой собственности   | 38               | 38                         |
| В целом                | 11922            | 8190                       |